# Clown kirurg
Clown kirurg (Acanthurus lineatus) är en art i familjen kirurgfiskar som blir c:a 28 cm som fullvuxen och återfinns i Indiska oceanen och längs östra Afrika. Födan består av alger.  
- Wikimedia Commons har media som rör Clown kirurg.